# Antiklimax
Antiklimax (av grekiskans anti, mot, och klimax, stege) är inom retoriken en ordningsföljd av samordnade uttryck varigenom det starkare sätts före det svagare: ”många äro kallade, men få äro utvalda” stilistiskt avses en negativ stegring: ”Han sågs som svag i sig själv, än vekare jämförd sin bror, men hans bäste vän fick honom verka fullständigt kraftlös”.
Begreppet ”antiklimax” används för att beskriva en sann eller fiktiv berättelse där en spännande intrig avslutas på ett snöpligt sätt, ofta för att skapa en komisk effekt. Ett exempel där en antiklimax blir en komisk poäng är en seriestripp i Himlens änglar där en skeppsbruten man lyckas överleva hajar, stormar och svält och till slut når fram till en öde ö, där han dödas av att få en kokosnöt i huvudet.